# Torrice
Torrice (Torgë in dialetto locale) è un comune italiano di 4 660 abitanti della provincia di Frosinone nel Lazio. 

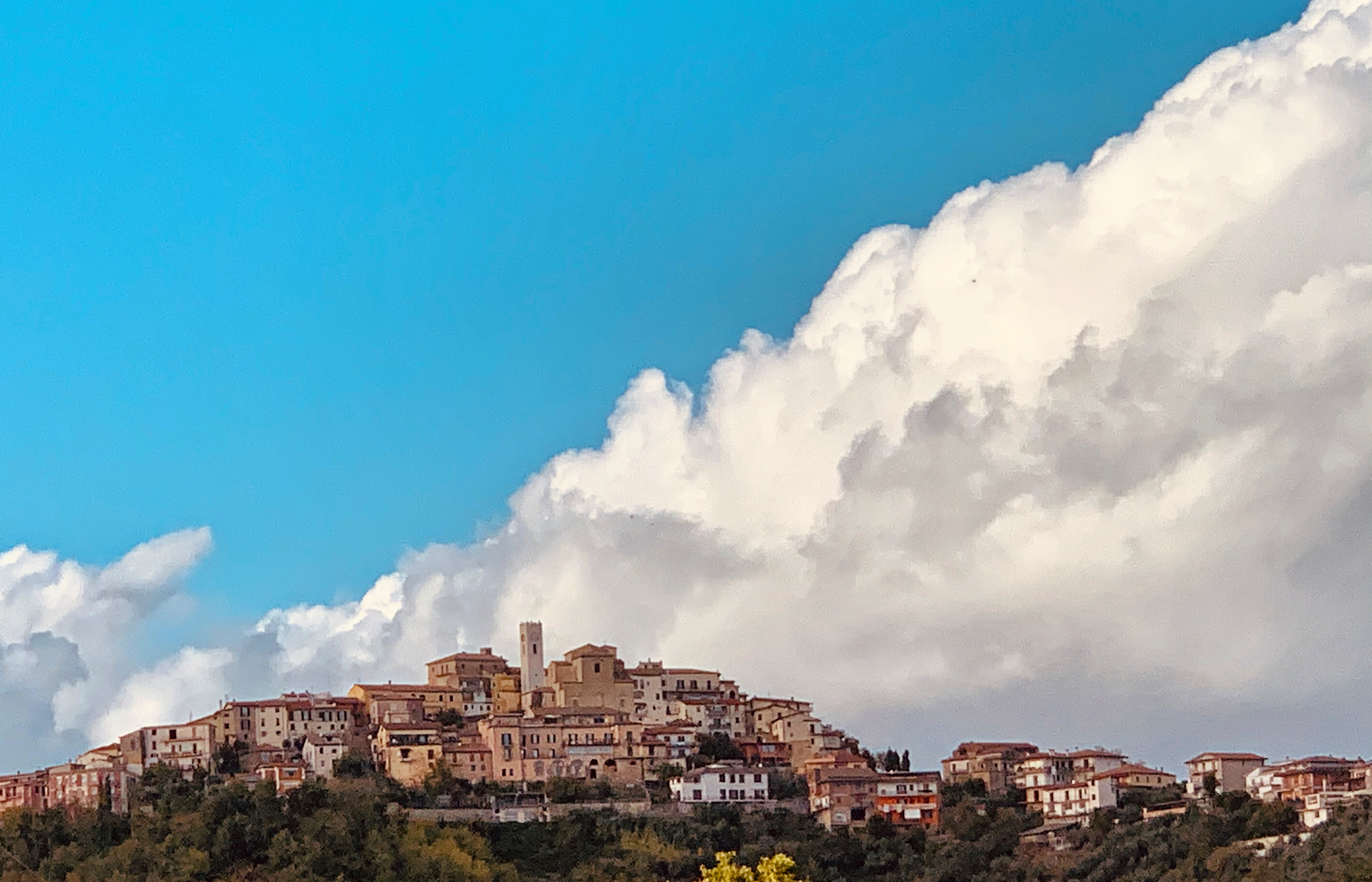
Veduta di Torrice (FR)

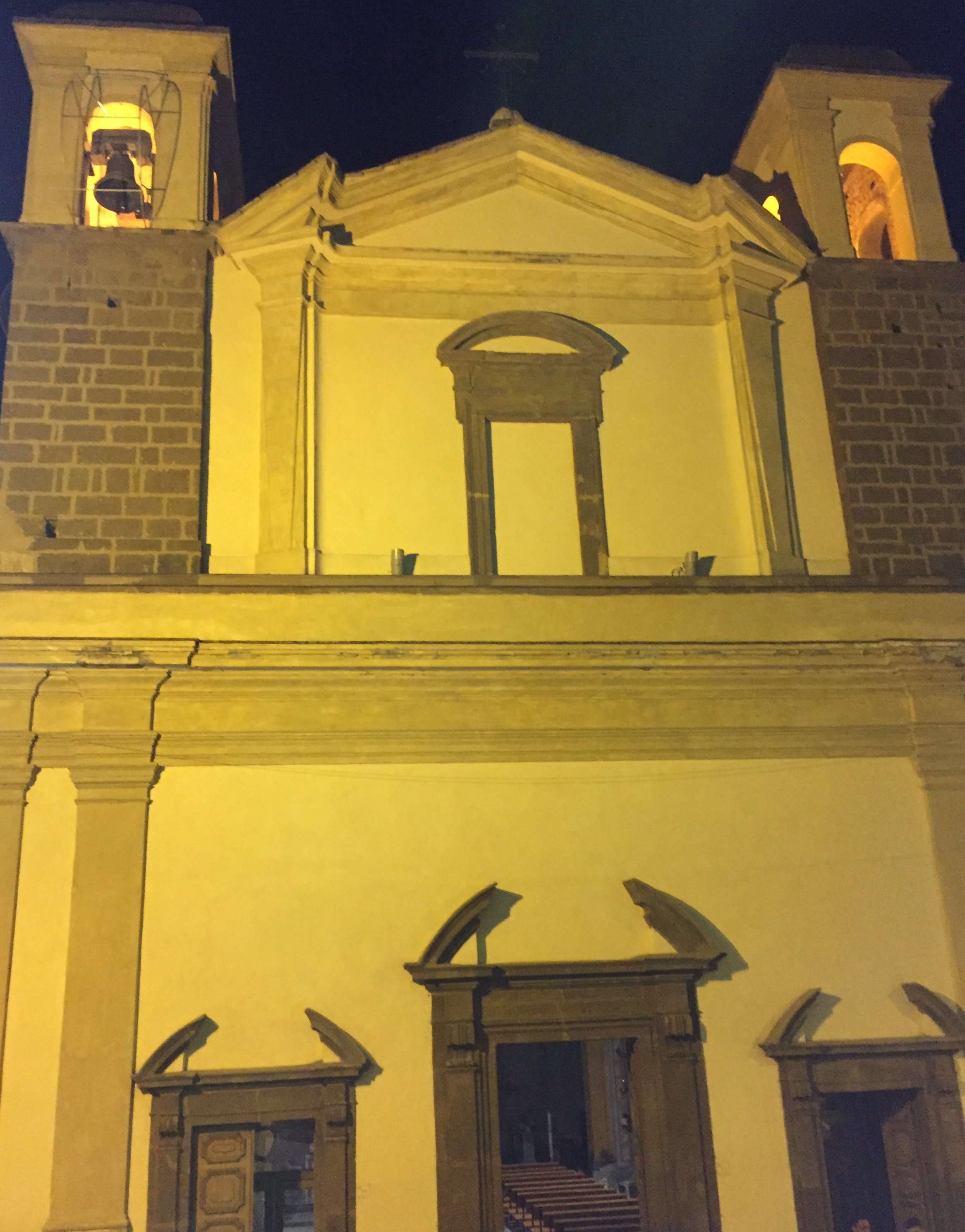
Cattedrale

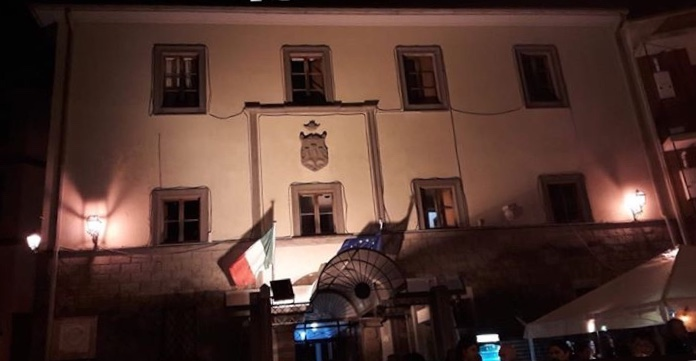
Municipio

## Geografia fisica
Il comune di Torrice è situato nella media Valle Latina e sorge su una collina alta 321 m. Torrice confina con i comuni di Frosinone, Arnara, Ripi, Boville Ernica e Veroli. Il territorio comunale è per la maggior parte collinare.

## Origini del nome
Il nome Torrice deriva dal latino, dalle torri presenti in età medievale nel paese.

## Storia

### Età romana
Già in età romana, Torrice era abitato, essendo vicino alla Via Latina e a Frusino.

### Medioevo
All’inizio del secondo millennio, Torrice faceva parte della comunità ecclesiastica di Veroli, oggi diocesi di Frosinone-Veroli-Ferentino. Il vescovo era nemico della famiglia dei Girinidi di Monte San Giovanni Campano, aventi possedimenti in tutta la zona. Nel Medioevo, i vescovi risolvevano le situazioni di scontro tramite livelli, contratti agrari che concedevano una terra in cambio del pagamento di un fitto. Così facendo si assicuravano il favore di alcuni milites. Ed è forse proprio da questi milites che potrebbero provenire i condomini che controllarono Torrice dai secoli XI-XII fino alla prima metà del Duecento. I condomini avevano il potere giudiziale, riscuotevano tasse e servizi, detenendo potere assoluto nel paese. Durante il Medioevo Torrice fu spesso attaccato e dato alle fiamme: nel 1129 dalle milizie pontificie di Onorio II che voleva riconquistare la Campagna, nel 1165 dalle truppe tedesche di Federico I Barbarossa aventi Diopoldo di Acerra come condottiero, che fece radere al suolo e saccheggiare le contrade.
Nel 1224 il borgo fu concesso dal papa ai De Ceccano, al vescovo di Veroli rimasero i diritti signorili.
Nel corso del Trecento, a Torrice ci furono numerose irruzioni e saccheggi a causa delle lotte contro i Caetani. Gli abitanti di Torrice parteciparono all'assalto della rocca di Ferentino, quando i campanini fecero un'irruzione contro il cardinale Egidio Albornoz e l'estensione delle costituzioni da lui emesse alla provincia di Campagna e Marittima. Nonostante la forte presenza dei De Ceccano, Torrice tornò sotto la guida del vescovo di Veroli e della Chiesa di Roma. Perciò venne attaccato e occupato da Onorato Caetani nel 1399 durante la situazione dello Scisma d'Occidente, in cui Torrice venne chiamato in causa e riuscì infine a tornare sotto il comando del legittimo papa.
Dopo ciò, Torrice fu occupato da Ladislao di Durazzo re di Napoli, al quale gli abitanti del borgo si ribellarono, distruggendo tutte le fortificazioni da lui costruite.

### Rinascimento
Nel Quattrocento c'era l'universitas.
La comunità fu poi sotto il comando della signoria dei Ceccanesi, poi nel 1484 fu sotto Deifobo dell’Anguillara e poi da altri signori, come il cardinale Francisco Mendoza Bobadilla, a causa di un'influenza spagnola sul borgo. Ci fu per Torrice un periodo di spopolamento, ma la ripresa demografica fu rapidissima.
Il comune nel Cinquecento era dotato di propri statuti.

### Barocco e Settecento
Nel Seicento Torrice dovette fare i conti con gravi problemi economici che vennero risolti con il disboscamento della gran parte del territorio per ricavare terreni da coltivare e dove poter allevare animali.
Nell'età moderna, dopo la guerra di Campagna, l'ultima guerra combattuta nel Lazio meridionale fino all'invasione francese del 1798, ci fu il problema del brigantaggio. Qualcuno tra i torriciani partecipò alle ribellioni antifrancesi e venne condannato al patibolo.
Nel Settecento ci fu una progettazione e realizzazione del rinnovamento dell'edilizia nel paese, le principali chiese furono ricostruite secondo le regole dello stile barocco, e vennero riedificate molte abitazioni e costruiti nuovi palazzi.

### Ottocento e Risorgimento
Nella prima metà dell'Ottocento vi erano poche famiglie benestanti e molte famiglie di contadini. 
Nei primi anni, nonostante Torrice fosse sotto il controllo ecclesiastico, nel paese vi erano le prime adesioni all'anticlericalismo e alla carboneria: un cittadino, Nicola Fabrizi, organizzò una vendita carbonara che si collegò con altre vendite nella provincia; questo fu evidentemente un segnale dei cambiamenti radicali in corso anche nelle zone più lontane dalla capitale dello stato papale. Non ci furono durante il Risorgimento fatti rilevanti riguardanti il paese, e i cittadini non parteciparono alle sommosse risorgimentali.

### Novecento
Torrice fu molte volte colpita dai terremoti, in particolar modo, il terremoto del 1915 arrecò ingenti danni alla cittadina, tanto da costringere molti cittadini a emigrare.
Nel 1927, a seguito del riordino delle circoscrizioni provinciali stabilito dal regio decreto n. 1 del 2 gennaio 1927, per volontà del governo fascista, quando venne istituita la provincia di Frosinone, Torrice passò dalla provincia di Roma a quella di Frosinone.

### Terzo millennio
Durante la pandemia da COVID-19 del 2020-2021, il 23 febbraio 2021 la cittadina viene dichiarata zona rossa dal 24 febbraio al 9 marzo 2021.

## Monumenti e luoghi d'interesse

### Architetture religiose
- Chiesa barocca di San Pietro Apostolo, unica parrocchia del paese, con sculture settecentesche in legno.
- Chiesa barocca di San Lorenzo, con portale barocco e altari e dipinti settecenteschi. La chiesa ha una pianta a croce greca e una cupola, danneggiata dal terremoto del 1915. Autore di alcuni dipinti, fu probabilmente il pittore veneziano Giorgione.[7]
- Chiesa di San Rocco
- Chiesa di Santa Lucia martire, ricostruita nell’Ottocento su una già esistente chiesa medievale[8]
- Chiesa di Sant'Antonio abate e di Sant'Antonio da Padova, due santi molto venerati nel paese. La chiesa si trova nella contrada/frazione di Sant'Antonio di Torrice
- Chiesa Madonna del Tempio meglio conosciuta come "Madonna del Trivio". Ogni anno, la terza domenica di agosto, si svolgono la processione e la festa della Madonna. La chiesa si trova nella contrada/frazione Trivio di Torrice
- Santuario della Santissima Trinità
- Santuario della Madonna delle Grazie
- Chiesa della Madonna dell'Aiuto

### Architetture civili
- Municipio
- Torre dell'orologio
- Castello
- Anfiteatro comunale
- Collina del Monumento ai Caduti
- Monumento a Nicola Fabrizi

### Aree naturali
- Parco delle Torri Cosmiche
- Le Case

## Società

### Evoluzione demografica
Abitanti censiti

## Cultura

### Lingue e dialetti
Il dialetto parlato nel comune, definito "dialetto torriciano", è un dialetto di transizione tra il dialetto laziale centro-settentrionale ed il dialetto laziale meridionale, trovandosi di fatto sul confine tra l'area mediana e l'area meridionale.

### Cucina
Oltre ai piatti comuni della tradizione locale (arrosti di agnello, fettuccine, broccoletti in padella), Torrice ha un suo proprio piatto tipico: l'abbuticchio, inventato e tuttora cucinato a Torrice che consiste in un involtino di trippa di pecora cotto in un sugo molto denso e piccante e servito con formaggio pecorino grattugiato.

### Eventi
Ogni estate nel centro storico del paese ricorre la settimana medievale, il cosiddetto "Pallium Turricis", nella quale gli usi e i costumi medievali si risvegliano e le sette contrade del paese si sfidano nelle viuzze del borgo con giochi antichi, cercando di vincere il Pallium. Alcuni abitanti delle contrade fanno una sfilata in abiti medievali sventolando le bandiere delle contrade. Vengono cucinate, inoltre, le pietanze della tradizione torriciana.

## Economia
Di seguito la tabella storica elaborata dall'Istat a tema Unità locali, intesa come numero di imprese attive, ed addetti, intesi come numero di addetti delle imprese locali attive (valori medi annui).
|           | 2015                  |                              |                            |                |                       |                     | 2014                  |                | 2013                  |                |
| --------- | --------------------- | ---------------------------- | -------------------------- | -------------- | --------------------- | ------------------- | --------------------- | -------------- | --------------------- | -------------- |
|           | Numero imprese attive | % Provinciale Imprese attive | % Regionale Imprese attive | Numero addetti | % Provinciale Addetti | % Regionale Addetti | Numero imprese attive | Numero addetti | Numero imprese attive | Numero addetti |
| Torrice   | 290                   | 0,86%                        | 0,06%                      | 602            | 0,56%                 | 0,04%               | 307                   | 625            | 304                   | 630            |
| Frosinone | 33.605                |                              | 7,38%                      | 106.578        |                       | 6,92%               | 34.015                | 107.546        | 35.081                | 111.529        |
| Lazio     | 455.591               |                              |                            | 1.539.359      |                       |                     | 457.686               | 1.510.459      | 464.094               | 1.525.471      |

Nel 2015 le 290 imprese operanti nel territorio comunale, che rappresentavano lo 0,86% del totale provinciale (33.605 imprese attive), hanno occupato 602 addetti, lo 0,56% del dato provinciale; in media, ogni impresa nel 2015 ha occupato due addetti (2,08).

## Infrastrutture e trasporti

### Strade
Il territorio comunale è attraversato dalla via Casilina.

## Amministrazione
Nel 1927, a seguito del riordino delle circoscrizioni provinciali stabilito dal regio decreto n. 1 del 2 gennaio 1927, per volontà del governo fascista, quando venne istituita la provincia di Frosinone, Torrice passò dalla provincia di Roma a quella di Frosinone.
| Periodo          | Periodo          | Primo cittadino           | Partito                              | Carica      | Note |
| ---------------- | ---------------- | ------------------------- | ------------------------------------ | ----------- | ---- |
| 1944             |                  | Vincenzo Mughetti Arduini |                                      | Sindaco     |      |
|                  |                  | Guido Quattrocchi         |                                      | Sindaco     |      |
|                  |                  | Fernando Vona             |                                      | Sindaco     |      |
| 1972             | 1973             | Lino Panfili              | lista civica                         | Sindaco     |      |
| 1973             | 1975             | Armando Santangeli        | lista civica                         | Sindaco     |      |
| 1975             |                  | Enrico Testani            | lista civica                         | Sindaco     |      |
| 1985             | 1989             | Benito Savo               | lista civica                         | Sindaco     |      |
| 1989             | 20 novembre 1994 | Benito Savo               | lista civica                         | Sindaco     |      |
| 20 novembre 1994 | 29 novembre 1998 | Benito Savo               | Forza Italia                         | Sindaco     |      |
| 29 novembre 1998 | 25 maggio 2003   | Benito Savo               | lista civica                         | Sindaco     |      |
| 25 maggio 2003   | 13 aprile 2008   | Giuseppe Baldesi          | lista civica                         | Sindaco     |      |
| 13 aprile 2008   | 2 aprile 2012    | Alessia Savo              | lista civica Vis populi              | Sindaco     |      |
| 2 aprile 2012    | 27 maggio 2013   | Ernesto Raio              | -                                    | Comm. pref. |      |
| 27 maggio 2013   | 10 giugno 2018   | Alessia Savo              | lista civica Tre torri               | Sindaco     |      |
| 10 giugno 2018   | 22 luglio 2020   | Mauro Assalti             | lista civica Noi con Assalti sindaco | Sindaco     |      |
| 27 luglio 2020   | 4 ottobre 2021   | Anna Mancini              | -                                    | Comm. pref. |      |
| 4 ottobre 2021   | in carica        | Alfonso Santangeli        | lista civica Torrice c'è             | Sindaco     |      |

### Gemellaggi
- Komló

## Sport

### Calcio
La squadra del paese è l'A.S.D. Torrice Calcio , che gioca nel campionato di Prima Categoria.

### Impianti sportivi
- Stadio Alberto Sordi
- Centro sportivo Alberto Sordi